# Университет информационных наук и технологий имени святого апостола Павла
Университет информационных наук и технологий имени Св. апостола Павла (УИНТ) является государственным учебным учреждением, расположенным в г. Охрид Северной Македония.
УИНТ был основан учредительным актом парламента Республики Македонии в 2008 г.. В 2010 г. студентами УИНТ был построен первый в Северной Македонии суперкомпьютер на базе кластерных технологий.
Интернациональное многообразие УИНТ отражено студентами из более 40 стран со всего мира. Более 450 северомакедонских и иностранных студентов проходят обучение в УИНТ по 15 аккредитованным специальностям бакалавра и магистра. Обучение проводится на английском языке. Мировой академический рейтинг университетов 2013/2014 гг. показал, что УИНТ занимает 4 место из 20 в Республике Македония.
УИНТ проводит обучение на 5 факультетах:
- Факультет коммуникационных сетей и безопасности
- Факультет компьютерных наук и инженерии
- Факультет информационных систем, визуализации, мультимедиа и анимации
- Факультет прикладной теории информации, машинного интеллекта и робототехники
- Факультет информационных и коммуникационных наук

Профессорско-преподавательский состав УИНТ проводит международное сотрудничество с коллегами из разных стран:
- Oakland University, Рочестер, Мичиган, США
- Istanbul Universitsi, Стамбул, Турция
- Cumhuriyet Universiti, Сиваш, Турция
- Technical University of Cluj-Napoca, Клуй-Напока, Румыния
- Universitatea de Vest din Timişoara, Тимишоара, Румыния
- Elizade University, Ондо, Нигерия
- Kütahya Dumlupınar University, Кутафья, Турция